# Ruta Nacional 142 (Argentina)
La Ruta Nacional 142 es una carretera argentina asfaltada marcada en rojo en el mapa de la derecha, que se encuentra en el norte de la Provincia de Mendoza y el sur de la Provincia de San Juan. Fue inaugurada el 17 de octubre de 1947.
En su recorrido de 77 km une la calle Corindu de la localidad de Ingeniero Gustavo André con la Ruta Nacional 20 en la localidad de El Encón. Esta ruta continúa hacia el sur hasta Costa de Araujo como ruta provincial 33.
En el km 80 se encuentra el acceso a la Reserva Telteca, que es un bosque de algarrobos centenarios. Sólo se puede ingresar con vehículos todo terreno.

## Localidades
Las ciudades y pueblos por los que pasa esta ruta de sudoeste a noreste son las siguientes (los pueblos con menos de 5000 habitantes figuran en itálica).Esta ruta es clave para la actividad turística porque permite llegar a diversos circuitos, entre ellos a la reserva Natural y Cultural Bosques Telteca (de 38.507 hectáreas) en 2011 en la gestión nacional de Cristina Fernández de Kirchner se licitaron obras para modernizar la ruta. Obras que nunca se hicieron a pesar de haberse pagado en su totalidad, siendo unos de los tantos casos de corrupción en obra pública que se cometieron durante su presidencia.

### Provincia de Mendoza
Recorrido: 76 km (km 35 a 111).
- Departamento Lavalle: Ingeniero Gustavo André (km 35) y Asunción (km 44)

### Provincia de San Juan
Recorrido: 1 km (km 111 a 112).
- Departamento Veinticinco de Mayo: Encón.

## Traza antigua
Antiguamente existía otro camino con este número de ruta marcado en verde en el mapa adjunto. Se extendía desde el empalme con la ex Ruta Nacional 20 (actual Ruta Nacional 141) en San Juan y la antigua Ruta Provincial 26 de la Provincia de La Rioja (actual Ruta Nacional 76) en un recorrido de 180 km que pasa por las localidades de Marayes, Astica, y San Agustín del Valle Fértil en el extremo oriental de la Provincia de San Juan.
En la primera mitad de la década de 1970, este camino pasó a jurisdicción nacional, volviendo a jurisdicción provincial mediante el Decreto Nacional 1595 del año 1979 cambiando su denominación a Ruta Provincial 510.